# Croll Glacier
Croll Glacier är en glaciär i Antarktis. Den ligger i Östantarktis. Nya Zeeland gör anspråk på området. Croll Glacier ligger 1 116 meter över havet.
Terrängen runt Croll Glacier är huvudsakligen kuperad, men österut är den bergig. Trakten är obefolkad. Det finns inga samhällen i närheten. 